# Eduardo Orozco
Eduardo Alonso Orozco León (Caracas; 12 de marzo de 1980) es un actor venezolano, se ha destacado trabajando en telenovelas venezolanas.

## Biografía
Eduardo Orozco es hijo de Coromoto Alonso y del periodista Eduardo Orozco, nace en Caracas el 12 de marzo de 1980, fue criado en un entorno familiar muy unido, que siempre lo apoyó en todas las actividades que este joven desempeñó a lo largo de su niñez. A partir de los 7 años se inició en el medio artístico, cuando su madre lo llevaba a diferentes casting para participar en comerciales de televisión, tuvo gran éxito, ya que participó a lo largo de su infancia y adolescencia en diferentes producciones publicitarias, tanto nacionales como internacionales.
Trabajó en la obra de teatro Alicia en el País de las Maravillas, en el Ateneo de Caracas y debutó en la pantalla chica con la serie juvenil La Calle de los Sueños de Venevisión. Ante esta primera participación, el actor afirmó que después de haber actuado en esta producción, comenzó a tomar en serio la idea de emprender una carrera artística, es así como interviene en los dramáticos, A calzón quitao, Trapos íntimos. La Invasora, Mujer con pantalones, Por todo lo alto y Te tengo en salsa todos ellos de RCTV y en Venevisión Torrente, un torbellino de pasiones, Los misterios del amor, La mujer perfecta y Válgame Dios.
Formó parte del elenco de la telenovela de Telemundo, Santa diabla.

## Filmografía

### Telenovelas
| Año         | Telenovela                          | Rol                                |
| ----------- | ----------------------------------- | ---------------------------------- |
| 2018        | Mi familia perfecta                 | Felipe                             |
| 2013        | Santa diabla                        | Arturo Santana                     |
| 2012        | Válgame Dios                        | Ignacio "Nacho" Castillo Rodríguez |
| 2010        | La mujer perfecta                   | Larry Corona                       |
| 2009        | Los misterios del amor              | Octavio Urbaneja                   |
| 2008        | Torrente, un torbellino de pasiones | Juan "Juancho" Gabaldón Leal       |
| 2006        | Te tengo en salsa                   | César Román Perroni Montiel        |
| 2006        | Por todo lo alto                    | Humberto Bastardo                  |
| 2004        | Mujer con pantalones                | Vladimir Torrealba Galué           |
| 2003        | La Invasora                         | Enrique Cárdenas                   |
| 2002        | Trapos íntimos                      | Juan "Juancho" Febres              |
| 2001        | A calzón quita'o                    | Cabo San Román "El Chami Novio"    |
| 1999 - 2000 | La calle de los sueños              |                                    |

### Unitarios/Serie
- Escándalos (2015) (Televen) - Detective Aureliano Mendoza / Ángelo

### Teatro
- Soltero, Casado, Viudo y Divorciado (2010)
- Hércules (2008)
- Alicia en el País de las maravillas (1987)

### Conductor
- TvBreak en el canal de Tv de paga Cinemax (2013-presente).